# Прждево
Прждево (мкд. Прждево) је насеље у Северној Македонији, у јужном делу државе. Прждево је насеље у оквиру општине Демир Капија.

## Географија
Прждево је смештено у јужном делу Северне Македоније. Од најближег града, Кавадараца, село је удаљено 25 km источно.
Село Прждево се налази у историјској области Тиквеш. Село је смештено у долини Вардара, који протиче североисточно од села. Надморска висина села је приближно 210 метара надморске висине, а околно подручје је долинско. 
Месна клима је измењена континентална са значајним утицајем Егејског мора (жарка лета).

## Становништво
Прждево је према последњем попису из 2002. године имало 235 становника.
Већинско становништво у насељу су Македонци (89%), а мањина су Турци (10%). Почетком 20. века Турци су чинили око 2/3 сеоског становништва.
Претежна вероисповест месног становништва је православље.